# Juan Manuel Chumilla-Carbajosa
Juan Manuel Chumilla-Carbajosa (Cartagena, Murcia, 1961) es un cineasta, escritor y artista multidisciplinar español.

## Biografía
Se inicia en el cine rodando películas en super-8, con las que obtiene diversos galardones. Abandona sus estudios de Derecho, Filosofía y Ciencias de la Información, para ingresar en el Centro Sperimentale di CInematografia de Roma, donde en 1985 se titula en la especialidad de dirección de cine y televisión, siendo su tutor Gianni Amelio. 
En 1985 rueda en blanco y negro el cortometraje L'uomo della folla, libremente inspirado en el relato homónimo de Edgar Allan Poe, en el que participan algunos de sus entonces compañeros del CSC como Arnaldo Catinari, Cesare Apolito, Leopoldo Santovincenzo, Edi Liccioli, Marina Roberti o Gianluca Arcopinto. 
En 1986 obtiene el premio europeo Primo Volo del Festival de Agrigento por su cortometraje Berenice (1985), también basado en una historia de Poe. Ese mismo año recibe un accésit del Premio Marqués de Bradomín de textos teatrales con la obra Una acera en la pared. El productor español Elías Querejeta le llama para formar parte del proyecto 7 Huellas, junto a otros cineastas de su generación, como Julio Medem o Gracia Querejeta. Con Medem escribe el guion de Martín (1988) en el que también interviene como actor. Su trabajo El número marcado (1987), producido por Elías Querejeta, es nominado al premio Goya en 1990, año en el que crea Kinos Klan, su propia empresa de producción. 
En 1992 dirige su primer largometraje, El Infierno Prometido, inspirado en el mito de Orfeo, una coproducción hispano-italiana que Chumilla-Carbajosa siempre ha considerado una obra incompleta en su filmografía y que años más tarde serviría de base e inspiración para The Unmaking of, película apócrifa que narra las peripecias de Alex Fortuna, alter ego del director, durante el rodaje de su ópera prima. En 1995 dirige a Carmen Maura, Juanjo Puigcorbé, Jean-Pierre Cassel y Rafael Álvarez “El Brujo” en la coproducción europea Amores que matan, una comedia negra inspirada en la iconografía de Norman Rockwell de la que es coproductor, guionista y director. La película se estrena, fuera de concurso, en la sección oficial del festival de Montreal, siendo destacada por la revista Variety y suscitando el interés de la 20th Century Fox. 
En 1999 propicia el debut cinematográfico de Paz Vega y Eduard Fernández con Zapping, puzle audiovisual en torno al mundo de la telebasura. 
Ha sido asesor y docente en la Fundación para la Investigación del Audiovisual/Universidad Internacional Menéndez Pelayo (FIA-UIMP) en Valencia, la Escuela Internacional de Cine y Televisión (EICTV) de Cuba, el Instituto Sundance, la Fundación Autor o la Motion Pictures Association (MPA), entre otras instituciones. 
Colabora con diversos periódicos y revistas españolas y extranjeras: El País, Finzioni, Arrecife, Cineaste, etc. Sus posteriores películas se ubican en un constante equilibrio entre la ficción y el documental: Desnudos desnudos (2003), premiada en diversos festivales internacionales, que narra las relaciones entre un fotógrafo y sus modelos, Buscarse la vida (2006), documental sobre el cuarto mundo, y El agua de la vida (2008), en la que un río tiene voz y mirada; estas dos últimas fruto de su colaboración con el productor Elías Querejeta. 
The Unmaking of (O cómo no se hizo) (2010) gana el Premio Especial del Jurado Punto de Encuentro en la 55.ª edición de la SEMINCI (Semana Internacional de Cine de Valladolid). Su trabajo creativo abarca otras facetas como la literatura, la fotografía, el diseño gráfico y las artes plásticas. 
Desde 2010, impulsa la creación del MIFI (Mediterranean International Film Institute) para el desarrollo de las nuevas tecnologías y sus aplicaciones creativas.

## Filmografía
Largometrajes
- Regreso al Horizonte (2017)
- El Infierno Prometido (El montaje de Fortuna) (2013)
- The Unmaking of (O cómo no se hizo)(2010)
- El agua de la vida (2008)
- Buscarse la vida (2006)
- Desnudos Desnudos (2003)
- Zapping (1999)
- Amores que matan (1996)
- El Infierno Prometido (1993)

Cortometrajes
- La Rumba! (2013)
- Magos como tú (2005)
- Cuento de Navidad (para indigentes) (2000)
- El número marcado (1989)
- Berenice (1985)
- L’uomo della folla (1984-86)